# Sialis concava
Sialis concava là một loài côn trùng trong họ Sialidae thuộc bộ Megaloptera. Loài này được Banks miêu tả năm 1897.